# アダムズ国立歴史公園
アダムズ国立歴史公園（アダムズこくりつれきしこうえん、Adams National Historical Park (旧Adams National Historic Site)）は、アメリカ合衆国マサチューセッツ州クインジーにある国立公園。アメリカ合衆国大統領ジョン・アダムズ、ジョン・クィンシー・アダムズ、およびイギリス公使チャールズ・フランシス・アダムズ、作家、歴史家ヘンリー・アダムズとブルックス・アダムズの邸宅を保存している。
敷地内の11軒の建物は1720年から1927年までアダムズ家5世代に亘り、大統領、ファーストレディ、大臣、歴史家、作家および彼らの成功に協力してきた家族らが住んでいた。アダムズ家が4世代に亘り住んだピースフィールドの他、ジョン・アダムズ生家(1735年10月30日)、ジョン・クインジー・アダムズ生家(1767年7月11日)、12ヶ国語14,000冊を所蔵するストーン・ライブラリー(1870年設立。ジョン・クインジー・アダムズ所有の書籍を保管していた。初の大統領図書館とされる)などを含む。
1マイル(1.6km)弱離れた所に観光案内所がある。4月19日から11月10日、ガイド・ツアーのみでアメリカ合衆国国立公園局のトロリーバスで邸宅ツアーが行われる。一家が通い、埋葬されているユナイテッド・ファースト教区教会は信徒らによって公開され、少額の寄付を募っている。この教会は観光案内所の向かい側にある。

## ジョン・アダムズ生家
ジョン・アダムズ生家となる邸宅はアメリカ合衆国国定歴史建造物に指定されている。1720年、のちにジョン・アダムズの父となる助祭ジョン・アダムズ・シニアが購入した。アダムズは1764年、アビゲイル・スミスと結婚するまで住んでいた。夫妻は数フィート離れた、のちのジョン・クインジー・アダムズ生家に転居した。

## ジョン・クインジー・アダムズ生家

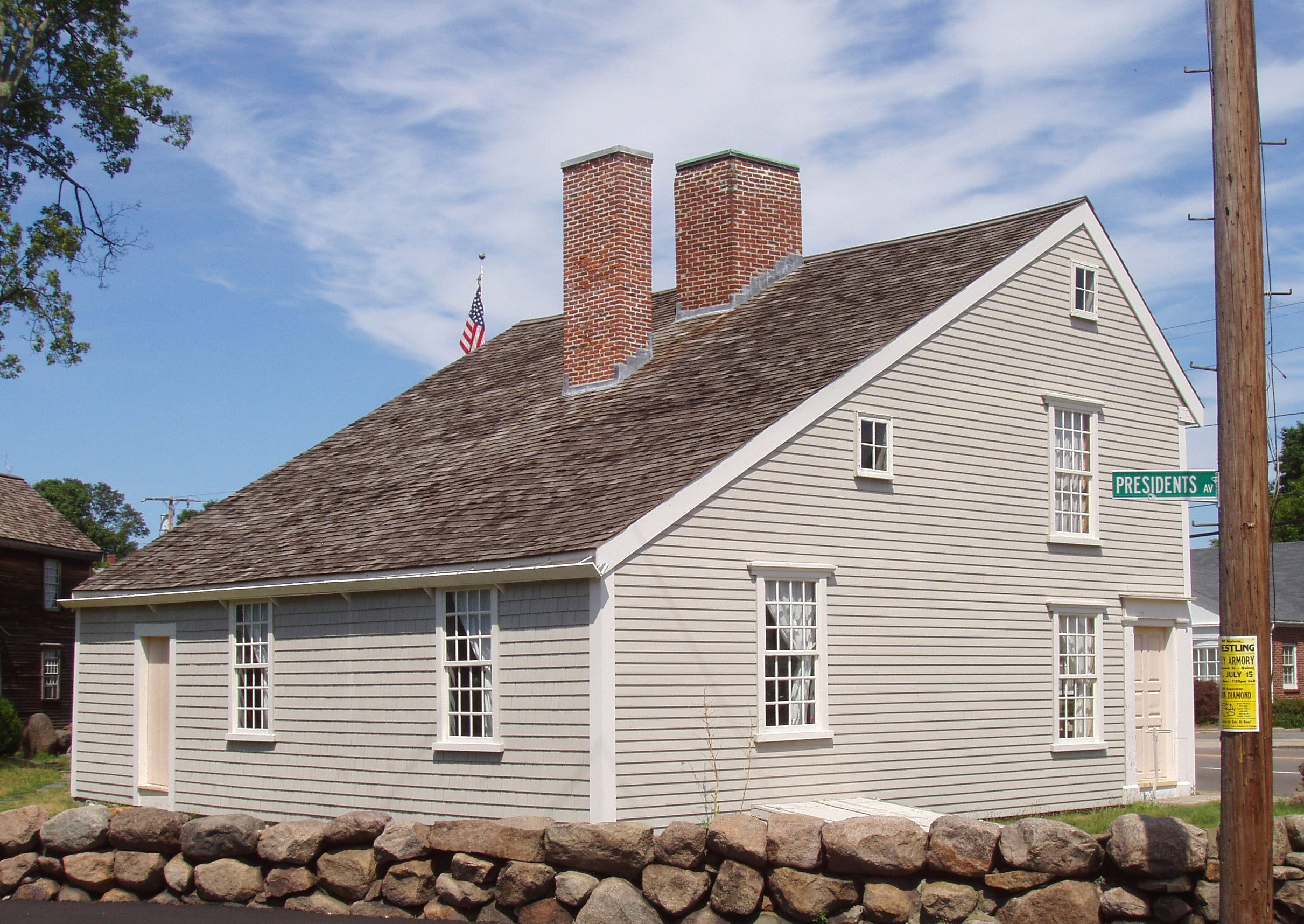
ジョン・クインジー・アダムズ生家

ジョンがアメリカ独立宣言およびアメリカ独立戦争に尽力していた頃、夫妻およびその家族が住んでおり、1767年、息子ジョン・クインジー・アダムズが生まれた。ジョン・クインジーはここで育ち、彼とその家族は後年までここに住んだ。

## ピースフィールド

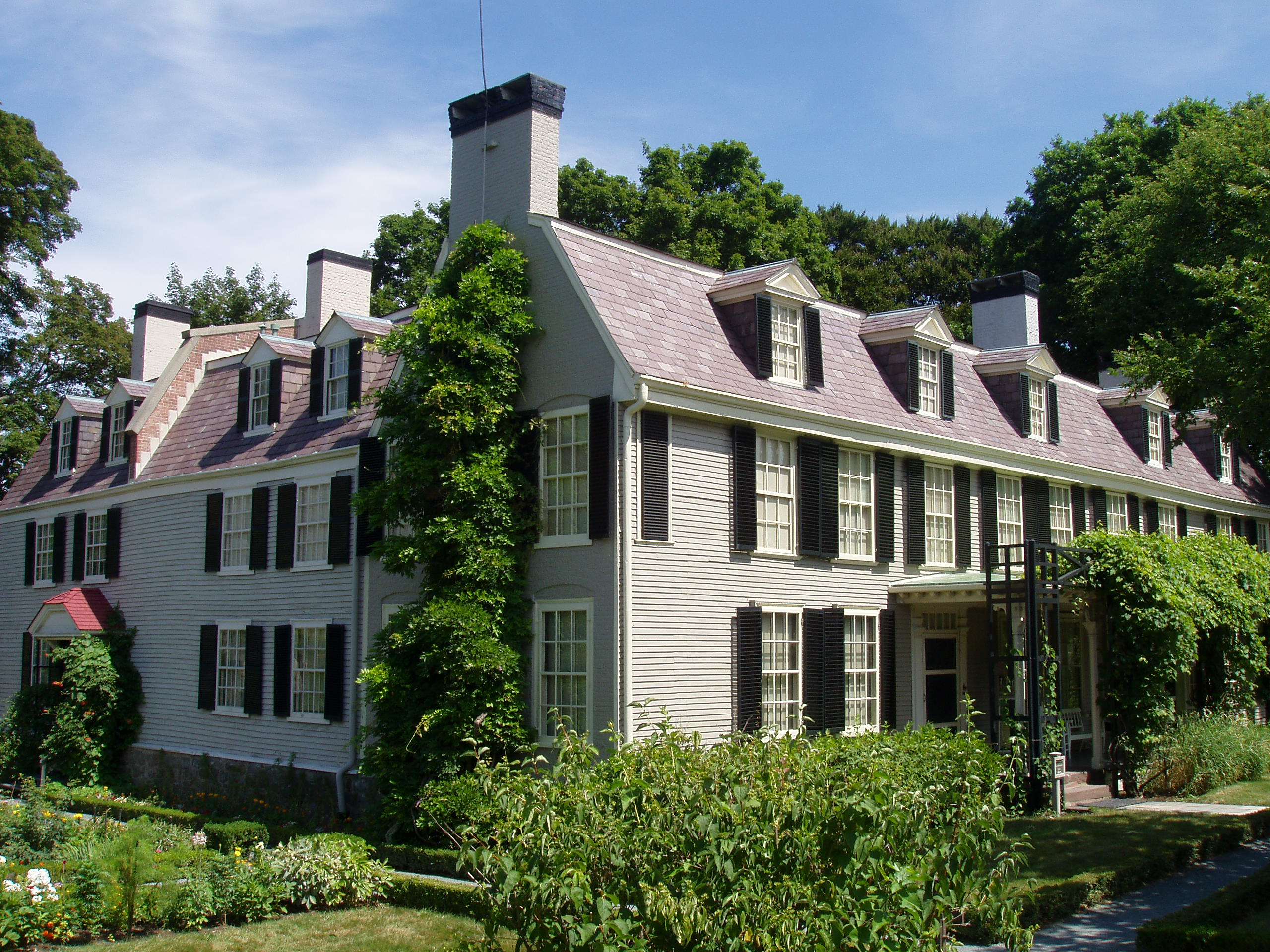
ピースフィールド

元々は1731年、砂糖製造者レナード・ヴァッサルの夏季の別荘のために建設された。1787年9月23日、空き家となった邸宅を75エーカー (30 ha)の土地と共にアダムズが600ポンドで購入した。翌年アダムズ一家が入居し、アダムズ・メモリアル・ソサエティに売却される1927年まで居住した。1947年、国立公園となった。

## ストーン・ライブラリー

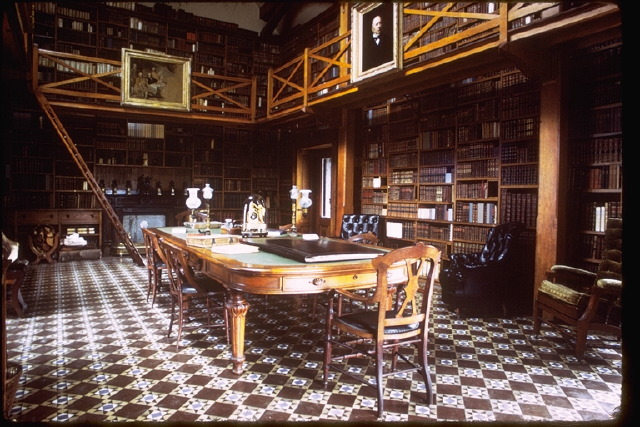
ストーン・ライブラリー

1870年にピースフィールド敷地内にストーン・ライブラリーが完成し、私文書の他、ジョン・アダムズ、ジョン・クインジー・アダムズ、チャールズ・フランシス・アダムズ、ヘンリー・アダムズ、ブルックス・アダムズが所有していた14,000冊の書物を所蔵していた。ジョン・クインジーの希望で石造りのため耐火性に富んでいる。
ジョン所有のジョージ・ワシントンの辞任挨拶の複製、奴隷船ラ・アミスタッドで反乱を起こし合衆国最高裁判所でジョン・クインジーが弁護して勝訴し解放されたメンディから1841年に贈られたメンディ聖書などを所蔵している。
ヘンリー・アダムズはこの図書館内で全9巻の『The History of the United States of America 1801–1817 』を執筆した。

## ユナイテッド・ファースト教区教会

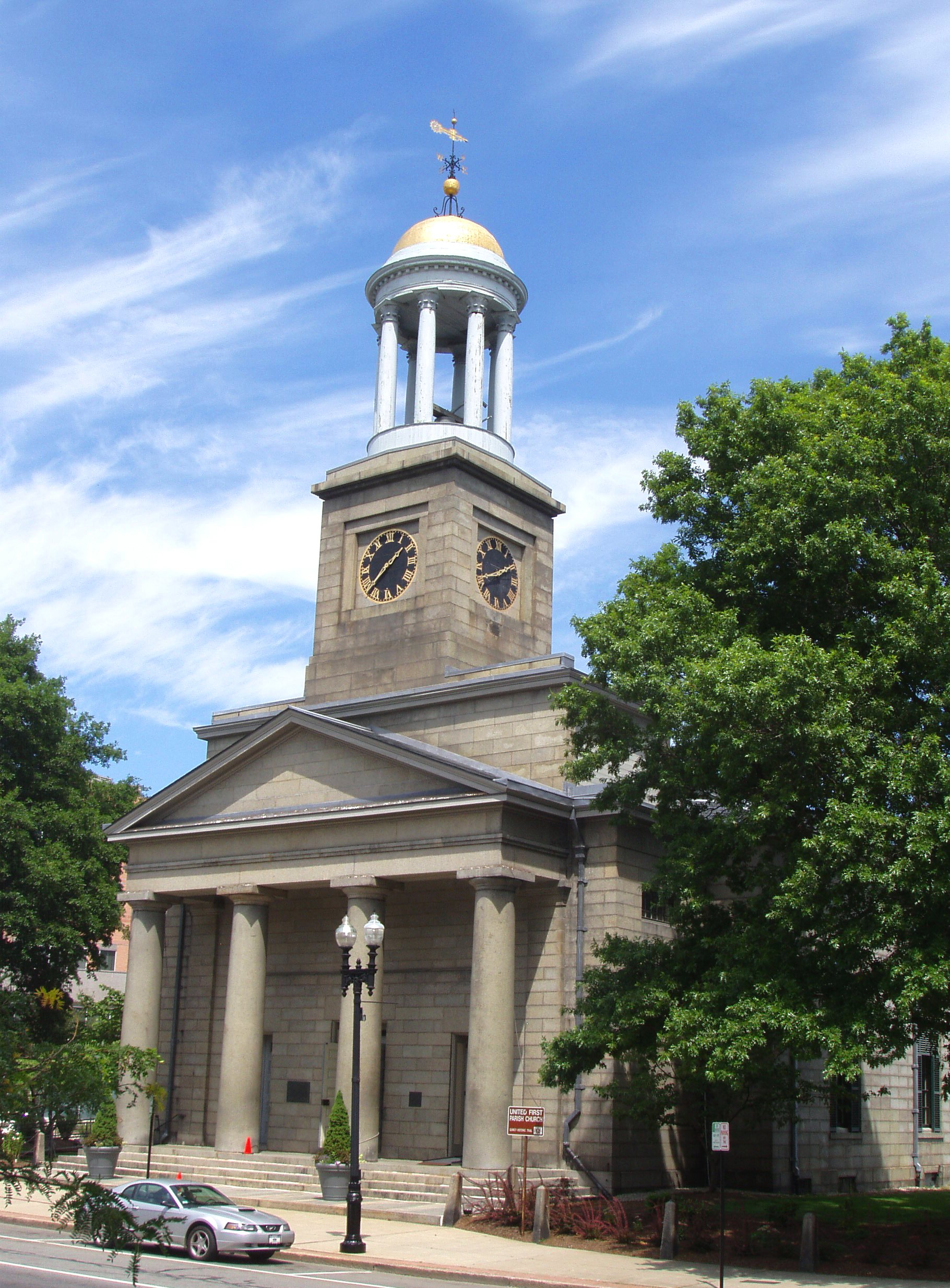
ユナイテッド・ファースト教区教会

両アダムズ大統領およびファーストレディが埋葬されている。国立公園には指定されておらず、ユニテリアン・ユニヴァーサリズムが所有している。約10年前からユニテリアン・ユニヴァーサリズムが教会の保存のため200万ドルをかけている。

## 運営の歴史
- 1946年12月9日 — ピースフィールドの邸宅がアダムズ邸国立歴史地区となった。
- 1952年11月26日 — アダムズ国立歴史地区となり、土地区画が追加された。
- 1960年12月19日 — 大統領2名の生家としてアメリカ合衆国国定歴史建造物となった。
- 1966年10月15日 — 敷地全体がアメリカ合衆国国家歴史登録財となった (アメリカ合衆国国立公園局の管轄となった)。
- 1970年12月30日 — 民間所有のユナイテッド・ファースト教区教会も国定歴史建造物となった。
- 1998年11月2日 — アダムズ国立歴史公園となった。[5]